# 印西市立船穂小学校
印西市立船穂小学校（いんざいしりつ ふなほしょうがっこう）は、千葉県印西市船尾にある公立小学校。

## 概要
印西市の南西部に位置している。

## 沿革
- 1873年（明治6年）3月 - 船穂尋常小学校として創立、校舎新築まで船穂東光院本堂及び松崎多聞院本堂を仮校舎として開校。
- 1885年（明治18年） - 武西に分校（武西薬師堂）。
- 1889年（明治22年）4月 - 船穂村立船穂尋常小学校と改称し、武西分校、草深分校設置。
- 1892年（明治25年）4月 - 武西分校独立。
- 1892年（明治25年）10月 - 草深分校独立。
- 1895年（明治28年）3月 - 現在地に移る。
- 1896年（明治29年）7月 - 高等科を設置し、船穂尋常高等小学校と改称。
- 1935年（昭和10年）4月 - 新校舎新築（武西尋常小学校を統合し、分校とする。）。
- 1941年（昭和16年）4月 - 船穂国民学校と改称。
- 1947年（昭和22年）4月 - 船穂村立船穂小学校と改称。
- 1964年（昭和39年）3月 - 武西分校を廃止し、本校に統合、ロータリー工事（PTAより寄贈）。

## 学区
印西市武西、戸神、船尾、松崎、松崎台一丁目、松崎台二丁目、結縁寺及び多々羅田の全部の区域並びに草深の一部の区域

## 進学
- 印西市立船穂中学校